# Хасан Звиздић
Хасан Звиздић (Сјеница, 1892 — Адапазари, 1980) био је током Другог светског рата командант одреда Муслиманске милиције из Сјенице (у Санџаку), те главни трговац стоком у региону који је зависио од сточарства — због чега је његов утицај у Санџаку био снажан.

## Биографија
Хасан-ага Звиздић је рођен 1892. године у Сјеници. Најстарији је син Мухамеда и Амине Звиздић. Морао је да напусти родно место (Гацко, БиХ) и сели се веома често због прогона; иако је мењао локацију и бродом, својевремено је ипак завршио у логору (Дахау, где је провео две године). Породицу, укључујући млађег брата Османа, убили су му терористи.
Звиздић је радио као богати муслимански велетрговац из Сјенице. Постао је гувернер града и наоружао много локалних муслимана организовавши их у ратну милицију.

### Ангажман
У децембру 1941, Звиздић је одбио да дозволи партизанима ка заузму Сјеницу, јер се бојао да ће четници, немачке и италијанске снаге напасти партизане у овом месту и такође побити већи део популације. Објаснио је партизанима како је имао око 5.000 чланова Муслиманске милиције под својом командом и да ће их усмерити против партизана или четника ако покушају са заузимањем. Према историчару Живковићу, Звиздић је заправо био забринут да његови уносни уговори за снабдевање италијанске и немачке војске стоком не би били отказани ако би партизани заузели град.
Дана 22. децембра 1941. године, снаге Муслиманске милиције из Пријепоља — под командом Пачариза, те из Сјенице — под командом Звиздића, успешно су онемогућиле напад партизана који су покушали да заузму Сјеницу. Једна група из Тутина их је подржавала — под командом Џемаила Коничанина, који се придружио по позиву Звиздића.
Почетком деловања Муслиманске милиције из Сјенице којој је командовао Звиздић, фебруара 1942. — заједно са одредима милиције из Пријепоља, Бродарева и Комарана, у сарадњи са четницима којима је заповедао Павле Ђуришић, те са италијанским снагама, планиран је напад на партизане који су се повлачили из Санџака након пораза у Ужицу. Кад је Пачариз схватио да су партизани успели да победе четнике, није се суздржавао од напада на партизане, али је одлучио да премести своје снаге у Сјеницу да би помогао Звиздићу ако би партизани одлучили да поново нападну град.
Звиздић није био утицајан само у Сјеници и Тутину, него и у ширем региону. Мислио је да ће му користити ако посети седиште четника и преговара с Дражом Михаиловићем. Дана 27. јуна, Звиздић и остали муслимански и албански лидери (међу којима и Аћиф Хаџиахметовић, Џафер Дева, Ферхат-бег Драга и Ахмет Даца) преговарали су са представницима Михаиловићевих четника. Преговори су окончани договором о сарадњи на заједничкој борби против комуниста. Екмечић помиње Звиздића као муслиманског четничког вођу.
Карл фон Кремплер је планирао да оснује Санџак као засебан политички ентитет и понудио је Звиздићу функцију гувернера. Овај је одбио Кремплерову понуду. Када су Немци преузели контролу над Црном Гором након капитулације Италије пред крај 1943. године, основали су марионетску владу с Хасаном Звиздићем као министром без портфеља.

### Смрт
После рата, Звиздић је емигрирао из Југославије да га не би ухватили и погубили партизани. Умро је 1980. године у Адапазарију (Турска). Године 2012, испред куће у којој је живео Звиздић откривена је комеморативна плакета.